# Кам'яниця Полуботка
‎

Вигляд у 20-х рр. XX ст.

Малюнок Опанаса Сластіона, 1895 р.

План першого поверху кам’яниці

Чоло і причілок кам’яниці

Кам’яниця Полуботка — пам’ятка цивільної архітектури XVIII ст., що належала наказному гетьману Павлу Полуботку. Розташована в Любечі у парку на високому березі Дніпра в межах колишньої садиби Полуботків та їх спадкоємців Милорадовичів неподалік від місця розташування Покровської церкви. Споруджена на початку XVIII століття, у 1943 р. постраждала, старий дах із заломом згорів і був замінений на двосхилий, з обох торців додано прибудови. У другій половині XX ст. була занедбана і частково зруйнована. На поч. XXI ст. була реконструйована за проектом інституту «Укрпроектреставрація». Споруда є пам’яткою архітектури національного значення і має охоронний № 862.

## Опис
Кам’яниця мурована з цегли, зовнішні її розміри — 11½ × 8 м. Має один поверх із підвалом, прямокутна в плані, складається з основного приміщення і передпокою, поділеного майже навпіл; друга, менша частина містить сходи, що ведуть у підвал. Відповідно до цього причілок має двоє дверей. Декоративне оформлення фасадів лаконічне: спарені пілястри акцентують кути будівлі й місця прилягання внутрішніх стін до фасадних; стіни увінчує карниз, вікна мають трицентрові лучкові перемички й прості наличники з лучковими сандриками. Під вікнами містяться фігурні ніші. Відкоси й чверті віконних і дверних отворів зруйновані, але збереглися залізні ковані петлі від віконниць, якими вікна закривалися зсередини, петлі дверей і гнізда від дверних засовів. Дверний отвір, що веде до підвалу, мав подвійні двері й три засови. Підвал освітлюється люкарнами.
Головне приміщення перекрито зімкненим склепінням, п’я́ти якого розташовані дуже низько — на рівні підвіконня, тому над отворами вікон, дверей і ніш утворені розпалубки. Передпокій перекрито коробовим склепінням, у сходової камери — похиле коробове склепіння. Склепіння мають залізні затяжки, заанкерені в муруванні стін. Такі ж затяжки з анкерами є у товщі стін. Стіни дуже масивні, муровані з цегли формату 29 × 14 × 6,5 см, дуже поганого випалу, ланцюговою системою на вапняно-піщаному розчині. Первісно стіни зовні та в інтер’єрі були потиньковані й побілені. Будівлю накривав вальмовий дах із заломом по дерев’яних кроквах, первісно укритий тертицями, згодом залізом (згорів у 1943 р.).
Масивність стін, характер отворів, відсутність ознак пічного опалювання й обширний підвал — все це свідчить про те, що будівля ймовірно не була житловою. Можливо на першому поверсі було службове приміщення типу канцелярії, а в підвалі — склад для зберігання цінностей і зброї.
Певне уявлення про первісний вигляд пам’ятки дає малюнок художника Опанаса Сластіона 1895 р. Наприкінці 1920-х рр. її досліджував С. Таранушенко, а в 1950-х рр. — М. Цапенко.